# Klavierkonzert zu vier Händen (Czerny)
Das Klavierkonzert zu vier Händen op. 153 in C-Dur von Carl Czerny (1791–1857), einem der bedeutendsten Schüler von Ludwig van Beethoven, ist eines der wenigen Konzerte für Klavier zu vier Händen und Orchester. Es besteht aus drei Sätzen:
1. Allegro con brio
2. Adagio espressivo
3. Rondo alla Polacca

Die Erstveröffentlichung des Werks erfolgte 1829 durch Heinrich Albert Probst in Leipzig.